# VH1
«VH1» (Video Hits One) — американський телеканал, що базується в Нью-Йорку і належить дочірній компанії «BET Media Group» групи «CBS Entertainment Group» від «Paramount Global».
Телеканал був створений на хвилі успіху MTV, хоча програмування відрізнялося: VH1 транслював відео, орієнтовані на старшу аудиторію, ніж аудиторія MTV.

## Історія
«VH1» був створений компанією «Warner-Amex Satellite Entertainment», яка на той час була підрозділом «Warner» Communications та першим власником «MTV», і був запущений 1 січня 1985 року в колишньому приміщенні недовговічного кабельного музичного каналу «Cable Music Channel». 27 серпня 1985 року материнська компанія «Warner Communications» продала 31% VH1 та його сестринських телеканалів («MTV» і «Nickelodeon», які вже були передані «Warner» компанією «MTV Networks») компанії «Viacom». 20 травня 1986 року «Viacom» придбав решту 69% «MTV Networks» у «Warner» за 326 мільйонів доларів.
До 1989 року на «VH1» транслювались музичні програми в жанрах класичний рок і поп-музика 1980-х років.
У 1990-х роках канал набув популярності завдяки таким оригінальним музичним програмам, як «Pop-Up Video» і Behind the Music. 
У 2000-х роках VH1 почав скорочувати частку музичного ефіру, зосереджуючись при цьому на поп-культурі та програмах, заснованих на ностальгії, включаючи реаліті-шоу, присвячені знаменитостям, а також різноманітні документальні фільми та панельні шоу, а також передач, орієнтованих на афроамериканську аудиторію.
Найвідомішими шоу каналу є «По той бік музики», «Я люблю…», блок Celebreality, а також дебютувавша в 2011 році франшиза «Кохання та хіп-хоп», яка згодом стала найдовшою програмою мережі. 
9 листопада 2022 року було оголошено, що VH1 буде передано BET Media Group під керівництвом бізнесмена Скотта Міллза.
Станом на грудень 2023 року «VH1» дивилися приблизно в 67 481 000 американських домогосподарствах, що є нижчим результатом у порівннянні з 90,2 млн у січні 2016 року.